# La Algaba
La Algaba település Spanyolországban, Sevilla tartományban. La Algaba Sevilla, Alcalá del Río, Salteras, Guillena és La Rinconada községekkel határos. Lakosainak száma 16 666 fő (2024).

## Népesség
A település népessége az elmúlt években az alábbi módon változott:
| Lakosok száma | 12 989 | 13 463 | 14 064 | 14 942 | 15 754 | 16 105 | 16 275 | 16 374 | 16 491 | 16 666 |
|               | 2001   | 2004   | 2007   | 2009   | 2012   | 2014   | 2017   | 2019   | 2022   | 2024   |